# Raggare!
Raggare! är en svensk film som hade biopremiär i Sverige den 13 november 1959, i regi av Olle Hellbom.

## Handling
Bilburen ungdom brukar samlas på ett kafé utanför Stockholm. Roffe är tuffast och kidnappar sin flickvän Bibban när han upptäcker att hon är ute och åker bil med andra killar. Bibban förälskar sig i den lika bilburne men känslige Lasse.

## Om filmen
Raggare! har visats i SVT, bland annat 1990, 1994, 1998 och i september 2021.

## Rollista (i urval)
- Christina Schollin – Beatrice ”Bibban” Larsson
- Bill Magnusson – Roffe
- Hans Wahlgren – Lasse
- Svenerik Perzon – Lankan
- Sven Almgren – Svenne
- Lasse Starck – Svennes kompis
- Anita Wall – Annemarie
- Britta Brunius – fru Larsson
- Inga Botorp – Ninae
- Eva Engström – Eva
- Sven Holmberg – herr Larsson
- Tommy Johnson – Pipan
- Toivo Pawlo – Flintis dönicke
- Håkan Serner – Sven-Erik

## Musik i filmen
- "Vad som än händer", kompositör Harry Arnold, text Benedict Zilliacus, sång Inger Berggren
- "(Frälsningssång)", kompositör och text N.N. Törnqvist, sång av kör
- "Bara du", kompositör Harry Arnold, text Olle Hellbom, sång Per Lindqvist
- "Jag blir den du gör mig till", kompositör Harry Arnold, text Olle Hellbom, sång Inger Berggren
- "Ack, Värmeland du sköna" (Värmlandssången), text Anders Fryxell, sång Ingvar Wixell

## DVD
Filmen gavs ut på DVD 2016.